# Tüskefarkú avarjáró
A tüskefarkú avarjáró (Orthonyx temminckii) a madarak osztályának verébalakúak (Passeriformes) rendjébe és az avarjárófélék (Orthonychidae) családjába tartozó faj.

## Rendszerezése
A fajt Camillo Ranzani írta le 1822-ben. Faji tudományos nevét Coenraad Jacob Temminck holland zoológusról kapta. A legutóbbi időkig úgy tartották, hogy az új-guineai avarjáróval azonos fajú (konspecifikus), de a két faj jelentősen különbözik.

## Előfordulása
Ausztrália keleti részén honos, endemikus, csak ott élő madár. A természetes élőhelye a mérsékelt égövi erdők, valamint a szubtrópusi és trópusi síkvidéki erdők és cserjések. Állandó, nem vonuló faj.

## Megjelenése
Testhossza 18-21 centiméter, a hím testtömege 58-75 gramm, a tojóé 49-58 gramm. Szárnyai rövidek, lekerekítettek, farka széles. A kifejlett hímnek arca és farka szürke. Hasa fehér és vöröses színű. A tojók is hasonlóak, de a torkuk narancs-vöröses színű. Lábai masszívak és erőteljesek. Ha megijesztik, nagyon ritkán repül fel, inkább szaladva menekül.
|  |  |

## Életmódja
Egyesével, párban vagy kis csoportokban gerinctelenekkel táplálkozik, melyeket erős lábaival kapar ki a földből. Szereti a földre hullott, összegyűlt avarral borított területeket.

## Szaporodása
Fészkét a földre építi levelekből, mohából és ágakból. A fészek kupola alakú, bejárata az oldalán található. A tüskésfarkú avarjáró szaporodási időszaka júniustól szeptemberig tart. Fészkében 2-3 tojás található, melyet 25 napig költ. A fiókák 18 napig tartózkodnak a fészekben.